# Ріхард Фолькманн
Ріхард Фолькманн (нім. Richard Volkmann; 30 березня 1911, Дунген-Остероде — 12 квітня 1965) — офіцер абверу, лейтенант (1945). Кавалери Лицарського хреста Хреста Воєнних заслуг з мечами.

## Біографія
До 1940 року служив в 3-му (прусському) дивізіоні зв'язку 3-ї піхотної дивізії (з 15 жовтня 1935 року — 3-й дивізіон зв'язку), після чого був призначений в 623-тю роту дальньої розвідки і зв'язку 800-го навчально-будівельного полку особливого призначення. В травні 1944 року переведений в 10-й відділ фортечної розвідки і зв'язку закордонного управління абверу (з 1 серпня 1944 року — відділ F (технічні питання) управління VI (зовнішня розвідка) військового управління РСГА). В кінці 1944 року переведений в 40-й запасний і навчальний дивізіон зв'язку, в березні 1945 року — в 617-ту роту дальньої розвідки і зв'язку, яка діяла на Східному фронті.

## Нагороди
- Німецька імперська відзнака за фізичну підготовку
- Медаль «За вислугу років у Вермахті» 4-го і 3-го класу (12 років)
- Медаль «У пам'ять 1 жовтня 1938» із застібкою «Празький град»
- Залізний хрест 2-го класу
- Хрест Воєнних заслуг 2-го і 1-го класу
- Штурмовий піхотний знак в сріблі
- Нагрудний знак ближнього бою в бронзі
- Нагрудний знак «За поранення» в чорному
- Нарукавна стрічка «Африка»
- Лицарський хрест Хреста Воєнних заслуг з мечами (12 серпня 1944) — як фанен-юнкер-обервахмістр і дальній розвідник 623-ї роти дальньої розвідки і зв'язку 800-го навчально-будівельного полку особливого призначення.
- Нарукавна стрічка «Курляндія»